# Румен Маноев
Румен Василев Маноев е български политик, кмет на Община Козлодуй.

## Биография
Румен Маноев е роден на 13 юли 1968 година. Средното си образование завършва в бившия техникум по ядрена енергетика в Козлодуй. Завършва специалност „Право“ в СУ „Св. Климент Охридски“, получава следдипломна квалификация „Счетоводство и одит“.

### Трудов опит
Започва работа като юрисконсулт в „Турист спорт банк“. В периода от 1994 до 1998 година работи като съдия и председател на Районния съд в град Козлодуй. В периода от 1998 до 2007 година е адвокат във Враца.

### Политическа кариера
На местните избори през 2007 година е кандидат за кмет на Козлодуй от Коалиция „Проект Промяна.BG“ (Демократическа партия, ЗНС, Движение „Гергьовден“, ССД, СДС). Успява да се яви на II тур и е избран за кмет с 57,36 % от избирателите (5055 гласа). На местните избори през 2011 година е кандидат за кмет на Козлодуй от Коалиция „Проект Промяна.BG“ и ГЕРБ, Маноев e избран за кмет с 5156 гласа.
През март 2012 година е избран за член на Управителния съвет на Националното сдружение на общините в Република България (НСОРБ). През декември 2012 година Маноев е избран за заместник–председател на съвета за регионално развитие на заседанието на Регионалния съвет за развитие.